# 九九式輕機槍
九九式輕機槍（きゅうきゅうしきけいきかんじゅう）是大日本帝國陸軍在第二次世界大戰中所使用的一種輕機槍。

## 歷史與發展
比大正十一年式輕機槍更為先進的九六式輕機槍在1936年開始服役，並很快的證實它是能夠為前進的步兵提供掩護火力的靈活武器。十一式與九六式皆與三八式步兵步槍相同，使用6.5×50毫米子彈。這麼一個系統的優勢在於任何步兵班上的成員都能夠提供彈藥給這輕機槍使用；不過，由於日本軍方正在以使用較大的7.7公釐子彈的九九式步槍取代三八式步槍，出現了開發配合這較大的口徑的九六式輕機槍新版本的必要。

## 設計

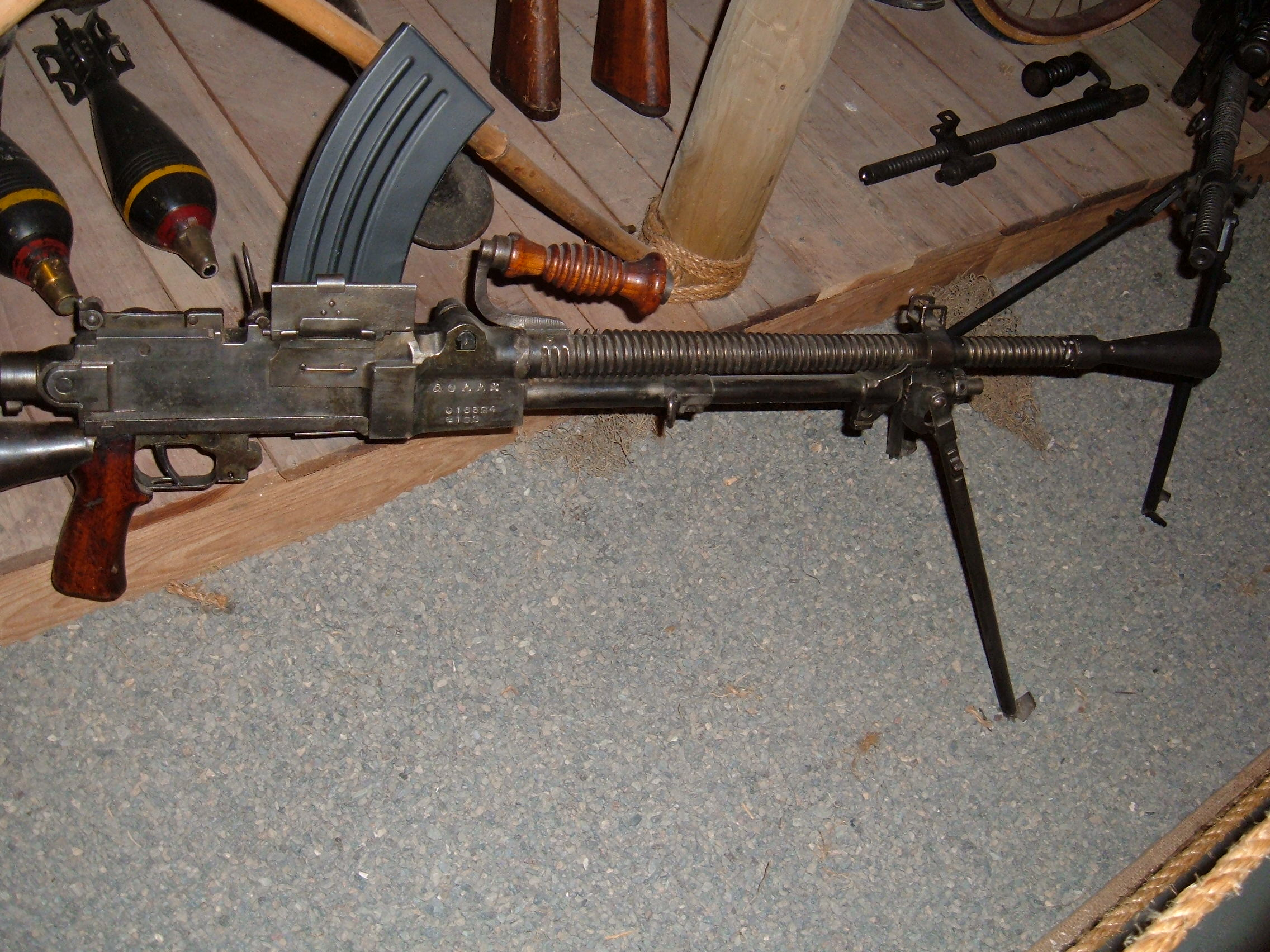
九九式輕機槍

九九式的設計基本上與九六式輕機槍相同，並可共用一些零件。不過，它取消了油泵，並擁有較好的退殼機制，使其可靠度超越以往的輕機槍。早期版本在槍托處有一支單腳架，以及可旋上槍口觸螺紋的避火罩。裝在頂端的彎曲盒狀可卸式彈匣可容納30發子彈，而有側翼的槍管可快速更換以避免過熱。
九九式有刀鋒型前準星與葉片型後準星，並有200到1500公尺的刻度以及風偏調整。槍的右側可接上一支2.5倍、十度視野的望遠瞄準鏡。這些瞄準鏡往往配發給單位中槍法最好的軍人，使這些機槍有時被當作狙擊步槍使用。一隻標準的步兵刺刀可被接在槍管下的氣動機制上，不過由於此槍相當重，而且刀鋒在裝上槍口時往往被避火罩擋住，在戰場上這項功能被證實為不實際。据兵器工业档案，此外兵工署在战后要求捷克式改进时就提出了要改成99式的直立表尺，此外99式还有个当时很先进的功能，弹匣能提供余量显示。

## 戰鬥紀錄
九九式於1939年開始服役，但由於許多前線部隊仍繼續使用6.5公釐口徑的三八式步槍，而且十一式與九六式都已大量生產，所以九九式與這兩種較舊的一同使用。這三種武器持續被使用直到戰爭結束為止。

## 衍生型
軍方為傘兵限量生產了一種九九式衍生型。它擁有可卸式槍托以及向前折起的手槍握把。要收起時，槍管與槍托自槍身拆下、手槍握把與兩腳架折起，而整組部件裝入收納袋。

## 使用國
- 中華民國：第二次中日戰爭期間自日軍繳獲。
  - 國民革命軍
  - 中華民國國軍（使用至1950年代退役）
- 中华人民共和国
  - 中國人民解放軍（八月風暴行動後自投降的日本關東軍收繳，使用至1950年代退役）
- 印度尼西亞：自投降日軍收繳。
- 大日本帝国
  - 日本軍（使用至1945年投降被解取武裝）
- ：自投降日軍收繳。
  - 朝鮮人民軍（韓戰期間使用）
- 越南民主共和国：自投降日軍收繳。
  - 越南人民軍（法越戰爭和越南戰爭期間使用）

## 流行文化
在眾多講述第二次世界大戰的中國戰場和太平洋戰場的電影和電視劇當中都有九九式輕機槍出場，例如:
- 《雷霆戰海》

在以二次大戰為主題的電腦遊戲當中也有登場，例如:
- 《戰地風雲1942》
- 《決勝時刻：戰爭世界》
- 《應徵入伍》

## 另外參見
- 麥德森輕機槍
- 門多薩RM2
- 拉赫蒂-薩羅蘭塔M/26
- FM-24/29輕機槍
- Furrer M25
- Weibel M/1932
- 布倫輕機槍
- 查爾頓自動步槍
- M1918 BAR
- rkm Wz. 1928

## 註解
1. ↑  「主要兵器諸元表　昭和２０年８月３１日　陸軍兵器行政本部」 https://www.jacar.archives.go.jp/das/image/C14010914300 （页面存档备份，存于）
2. ↑  Bishop, The Encyclopedia of Weapons of World War II
3. ↑  Meyer, The Rise and Fall of Imperial Japan. pg.53
4. 1 2 3   （页面存档备份，存于） TM-E 30-480 (1945)
5. 1 2  .   [2008-01-04]. （原始内容存档于2007-12-13）. Modern Firearms
6. ↑  Morse, Japanese Small Arms of WW2; Light Machine Guns Models 11, 96, 99 97 & 92

## 外部連結
- 現代武器
- Taki的日本帝國陸軍頁面（页面存档备份，存于）
- 美軍技術手冊E 30-480（页面存档备份，存于）
- 日本九九式機槍戰術與科技趨勢No. 35，美國戰爭部（页面存档备份，存于）
- Shooting a Type 99 Nambu in 7.62mm NATO （页面存档备份，存于）
- Nambu Type 96 & Type 99 LMGs （页面存档备份，存于）